# Kálmánfalva
Kálmánfalva (szlovákul: Kamanová) község Szlovákiában, a Nyitrai kerület Nagytapolcsányi járásában.

## Fekvése
Nagytapolcsánytól 11 km-re délnyugatra, a Nyitra jobb partján fekszik.

## Története
A község területe ősidők óta lakott, határában a hallstatti kultúra kora vaskori sírhalmai kerültek elő.
A település valószínűleg a 12. században keletkezett. 1419-ben "Kalmanfalwa a.n. Billie" néven említik először. Nevét egykori birtokosáról kaphatta. Királyi birtok, majd a ludányi bencés apátság faluja volt. Később az Országh, az Apponyi, a Zichy családoké. 1643-ban lakói részt vettek a parasztfelkelésben. A Szerdahelyi, majd az Ocskay család birtokolta. 1715-ben szőlőskertje és 13 háztartása volt. 1787-ben 42 házában 304 lakos élt. 1828-ban 38 házát 265-en lakták, akik főként mezőgazdaságból éltek. A 19. század elején a Tocsek családé, majd a Steiger bárói család tulajdona.
Vályi András szerint "KAMÁNFALVA. Keménfalva, Kamena. Tót falu Nyitra Várm. földes Ura Szerdahelyi Uraság, lakosai katolikusok, fekszik Nagy Tapolcsánhoz más fél mértföldnyire, Alsó Ludánynak filiája, fája tűzre van, legelője elég, szőleje termékeny, piatzozása Bajmótzon, és N. Tapoltsányon, malma helyben, földgyei, és réttyei jók." 
Fényes Elek szerint "Kamánfalva, tót falu, A.-Nyitra vmegyében, ut. p. Nagy-Tapolcsán: 280 kath. lak."
A trianoni békeszerződésig Nyitra vármegye Nagytapolcsányi járásához tartozott. Lakói később főként a közeli nagybirtokokon dolgoztak. A szlovák nemzeti felkelés idején határában véres harcok folytak a németek és a partizánok között.

## Népessége
| Év:            | 1994. | 2004.   | 2014.   | 2024.   |
| -------------- | ----- | ------- | ------- | ------- |
| Emberek száma: | 573   | 619     | 604     | 596     |
| Eltérés:       |       | +8,02 % | -2,42 % | -1,32 % |

| Év:            | 2023. | 2024.   |
| -------------- | ----- | ------- |
| Emberek száma: | 605   | 596     |
| Eltérés:       |       | -1,48 % |

1880-ban 278 lakosából 232 szlovák és 9 magyar anyanyelvű volt.
1890-ben 317 lakosából 296 szlovák és 4 magyar anyanyelvű volt.
1900-ban 342 lakosából 313 szlovák és 20 magyar anyanyelvű volt.
1910-ben 382 lakosából 341 szlovák és 36 magyar anyanyelvű volt.
1921-ben 408 lakosából 401 csehszlovák és 5 magyar volt.
1930-ban 467 lakosából 463 csehszlovák és 3 magyar volt.
1991-ben 590 lakosából 586 szlovák és 2 magyar volt.
2001-ben 604 lakosából 602 szlovák és 1 magyar volt.
2011-ben 601 lakosából 591 szlovák és 1 magyar volt.

## Nevezetességei
- Szent Kereszt Felmagasztalása tiszteletére szentelt római katolikus temploma 1971 és 1979 között épült.
- A Tocsek család késő klasszicista kastélya a 19. században épült. Később a Steipor, majd az Apponyi család tulajdona. Utolsó birtokosa Weisz Alfréd volt, aki Izraelbe vándorolt ki.

## Külső hivatkozások
- Hivatalos oldal
- Községinfó
- Kálmánfalva Szlovákia térképén Archiválva 2008. január 6-i dátummal a Wayback Machine-ben
- Képeslap a községről
- A vasútállomás
- Története szlovákul
- E-obce.sk[halott link]